# Oussama Haddadi
Oussama Haddadi (ur. 28 stycznia 1992 w Tunisie) – tunezyjski piłkarz występujący na pozycji obrońcy we francuskim klubie Dijon FCO oraz w reprezentacji Tunezji. Wychowanek Club Africain.